# Triathlon d'hiver
Le triathlon d'hiver  et le  triathlon d'hiver S3 sont des disciplines sportives d'hiver dérivées du triathlon et gérées par la Fédération internationale de triathlon (IUT). Elles consistent en l'enchaînement de trois épreuves sportives en milieu enneigé. Elles se pratiquent sur différentes distances en individuel ou par équipe. 

## Historique

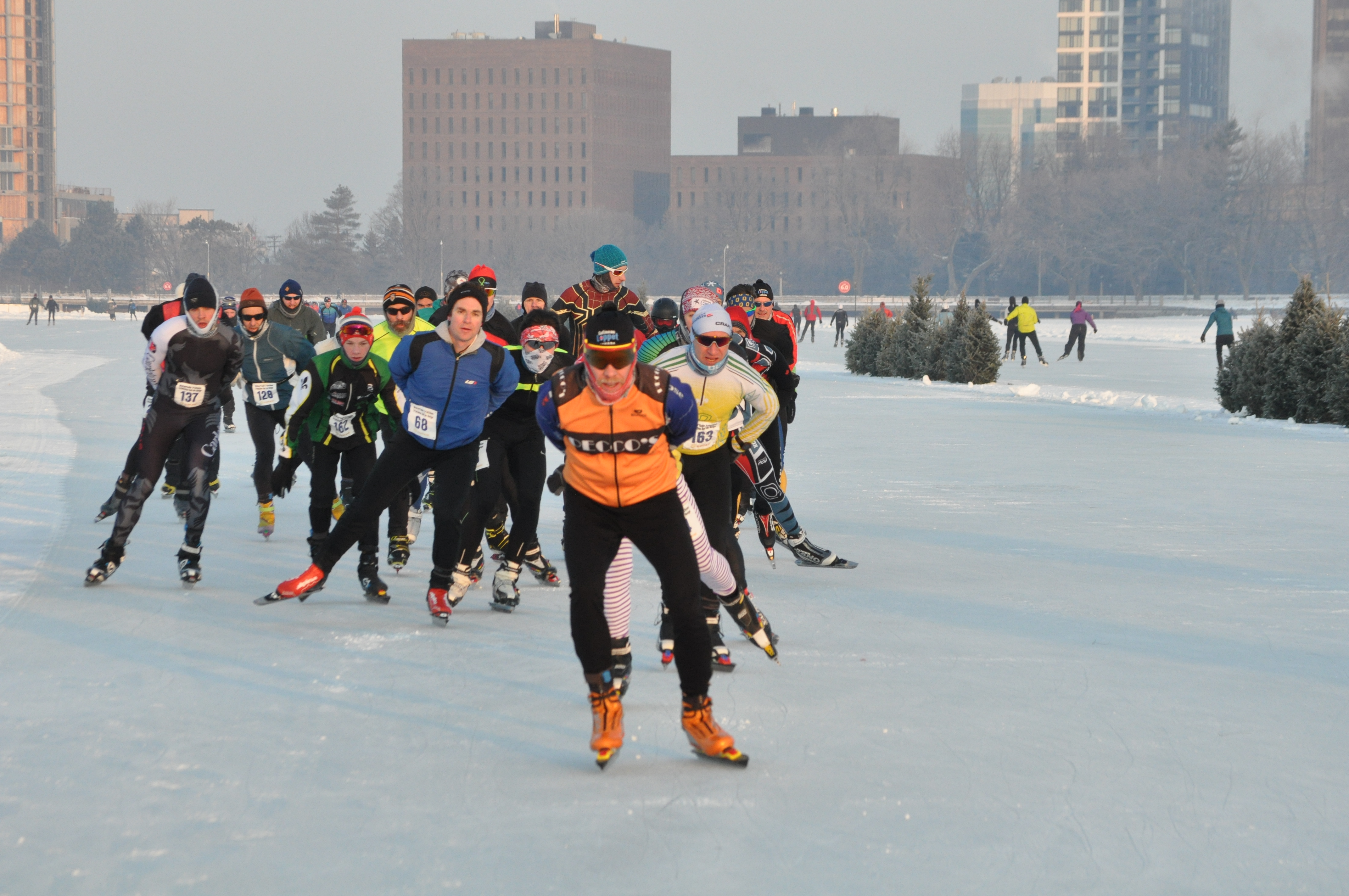
2020 Winterlude Triathlon à Ottawa, Ontario.

À l'origine, les épreuves du triathlon d'hiver se composent d'une épreuve de course à pied sur piste damée, d'un parcours en  VTT, et se termine par un circuit en  ski de fond. Les distances des épreuves peuvent varier légèrement. Elles sont comprises entre 6-8 km de course à pied, 10-12 km de VTT et 8-10 km de ski de fond. Cette première forme est dotée de championnats du monde et continentaux depuis 1997. En septembre 2013, l'Union internationale de triathlon homologue une version plus hivernale et spécifique aux pratiques des sports d'hiver avec les distances et les sports suivants : 5 km de course en raquette, 12 km de patin de vitesse et 8 km de ski de fond. Ce nouveau format prend le nom de référence de : « triathlon d'hiver S3 » en référence aux pratiques qui le composent dans leurs expressions anglaises : Snowshoes, Skate, Ski . La première compétition internationale sous cette forme se tient à Québec au Canada en mars 2013.
Ce sport n'a pas été retenu dans le programme des Jeux olympiques d'hiver de 2014.
En 2019, une nouvelle épreuve en relais mixte 2X2 décerne le titre spécifique de champion et championne du monde de triathlon d'hiver en relais mixte. La première paire à remporter le titre est composée des Russes Pavel Andreev et Daria Rogozina, vainqueur également tous deux, de l'épreuve individuel. Les deux compétitions se déroulent à Asiago en Italie.

## Compétitions internationales
- Championnats du monde de triathlon d'hiver
- Championnats d'Europe de triathlon d'hiver